# ماریا دوناتی
ماریا دوناتی (ایتالیایی: Maria Donati؛ ۲ دسامبر ۱۸۹۸ – ۴ دسامبر ۱۹۶۶) بازیگر اهل ایتالیا بود.
از فیلم‌ها یا مجموعه‌های تلویزیونی که وی در آن‌ها نقش داشته است، می‌توان به حمل و نقل اشاره نمود.